# USS Isherwood (DD-284)
Za druga plovila z istim imenom glejte USS Isherwood.
USS Isherwood (DD-284) je bil rušilec razreda Clemson v sestavi Vojne mornarice Združenih držav Amerike.
Rušilec je bil poimenovan po kontraadmiralu Benjaminu Franklinu Isherwoodu.